# 火星旗

火星旗三色旗

火星旗三色旗（Flag of Mars）是用來表示火星的三色旗。該旗是被火星學會（Mars Society）和行星學會（The Planetary Society）提出和使用。

## 設計
火星旗是被設計用來表示火星「未來的歷史」。在最左邊，靠著旗杆的紅色條代表現在的火星表面。藍色條和綠色條則代表未來如果人類移民火星，可能會對火星進行地球化。金·史丹利·羅賓遜（Kim Stanley Robinson）寫的小說火星三部曲是火星旗設計概念的來源。該旗最早被設計是NASA的科學家李天龍（Pascal Lee）在1999年夏季加拿大德文島的火星北極研究站（Mars Arctic Research Station）研究項目中提出。

## 使用
火星旗現在使用在德文島上的閃線火星北极研究站（Flashline Mars Arctic Research Station）上使用。猶他州的火星沙漠研究站（Mars Desert Research Station，MDRS）也使用該旗。1999年發現號太空梭STS-103任務中，該旗被任務專家約翰·格倫斯菲爾德（John M. Grunsfeld）帶到太空。

### 官方地位
因為火星表面沒有居民，所以沒有任何政府等官方機構使用火星旗。此外，外太空條約第二條說：「太空，包含月球等其他天體，不得通過提出主權要求，使用、佔領或以其他任何方式把外太空據為己有。」

## 外部連結
- FOTW site on Mars flag （页面存档备份，存于）
- CNN article: Official 'Mars flag' unfurls in space （页面存档备份，存于）
- SpaceRef article: The First Salute: Martian Flag Flies in Space